# Aguas Antofagasta
Aguas Antofagasta es una empresa chilena de servicios sanitarios que comenzó a desarrollar sus actividades de producción y servicios a contar del 29 de diciembre de 2003. En mayo de 2015, el Grupo EPM de Colombia, adquirió Aguas Antofagasta por un valor de $965 Millones de Dólares.

## Historia
Históricamente, la escasa población de la II región se ubicaba en el área cordillerana y precordillerana, donde también se encuentran los recursos de agua para el consumo humano y la agricultura. Los reducidos pobladores del litoral se abastecían de vertientes locales: Cobija, La Chimba, Paposo.
El descubrimiento del salitre en el año 1866, coetáneo con el primer poblamiento de Antofagasta, cuyo desarrollo se incrementa rápidamente, lleva en 1869 a la instalación de una planta condensadora de agua de mar. El descubrimiento del mineral de plata de Caracoles en el año 1870 y su rápido crecimiento, junto con elevar las poblaciones hacen insuficiente el abastecimiento de agua. Ello, obliga a la traída del recurso desde Coquimbo y Caldera y a la instalación de nuevas plantas desalinizadoras. Paralelamente, se produce un fuerte desarrollo salitrero en la depresión intermedia, asociado al nacimiento y auge del ferrocarril. 
Esta empresa convertida en Ferrocarril de Antofagasta a Bolivia (FCAB), construye la primera aducción para transportar agua cordillerana hasta el litoral en el año 1892. Las aguas eran captadas en los ríos Polapi y San Pedro de lnacaliri, a razón de 2.500 m³
/día, abasteciendo a Antofagasta y a poblados intermedios, disminuyendo progresivamente la desalinización de aguas de mar.
En el año 1914 el FCAB construye una segunda cañería desde los estanques de San Pedro de Inacaliri, incrementados ahora con aguas de los ríos Palpana y Siloli. Con ambas aducciones el suministro de agua a la ciudad de Antofagasta alcanzó a 7.500 m³
/día.
En el año 1938 el FCAB construye una nueva cañería desde Siloli a los estanques de San Pedro, aumentando la capacidad a 28.000 m³/día
. Esta obra mejoró principalmente la situación de Calama y poblados intermedios, dejando mayores excedentes para Antofagasta.
El descubrimiento del mineral de Chuquicamata en el año 1912 y su explotación desde el año 1915, llevan a la empresa a construir su primera aducción desde Linzor en el año 1918. En el año 1945, la escasez de agua para la ciudad de Antofagasta. obliga a iniciar el suministro de agua para Tocopilla y las grandes salitreras de María Elena y Pedro de Valdivia a través de una nueva aducción, también desde las vertientes de Linzor. Esta misma red inicia un aporte parcial de agua (35%) a la ciudad de Calama.
Pese a todas estas instalaciones, el aporte de agua a Antofagasta y sus 50.000 habitantes se tornó crítico en el año 1948. Ante la imposibilidad del FCAB de ampliar su servicio de agua, el Departamento de Hidráulica del Ministerio de Obras Públicas (MOP) inicia en ese año los estudios preliminares que condujeron a la construcción de la gran Aducción de Toconce, habilitada en el año 1958. Esta aducción se complementa en el año 1962 con aguas provenientes del río Hojalar.
En el año 1956 Chuquicamata comienza a ser suministrado, principalmente, con aguas de la vertiente de lnacaliri (71%), aportando Linzor el 29% de las aguas destinadas a la población. A partir del año 1978 las aguas de Linzor se destinan en Chuquicamata sólo para uso industrial, en conjunto con aguas salobres de los ríos San Pedro Inacaliri y Salado. La población recibe desde ese año aportes de lnacaliri (60%) y Colana (40%).
En estos 100 años de la historia urbana de la Región de Antofagasta, el imperativo frente al agua como recurso crítico, estuvo orientado al problema de la cantidad de la misma. En las postrimerías del decenio de los año 60, surge dramáticamente el cuestionamiento de su calidad. La aparición de algunas patologías graves, preferentemente en niños de la ciudad de Antofagasta, asociadas en Santiago a probables intoxicaciones por arsénico lleva a la población y al Cuerpo Médico a plantear urgentes demandas respecto de la calidad del agua de la aducción de Toconce: la demostración en ella de contenidos de As de 0,8 mg/l ratificó las presunciones diagnósticas: confirmó que estas concentraciones eran conocidas al momento de lanzar el agua a la ciudad y obligó al gobierno de la época (año 1969), a estudiar y, en muy breve plazo, instalar la primera planta de Abatimiento de arsénico Salar del Carmen (año 1970).
Desde el año 1972 entra en operaciones la aducción de Lequena, destinada fundamentalmente al abastecimiento de Calama. En ese mismo año la ciudad de Tocopilla comienza a recibir un aporte importante de aguas de Toconce sin tratamiento previo (65%), siendo el restante suministrado por la nueva aducción de Lequena (35%).
A fines del año 1977, inicia sus funciones la planta de Abatimiento de arsénico de Cerro Topater, en la ciudad de Calama, destinada a mejorar la calidad de las aguas y unificar el sistema de agua potable de Calama, Tocopilla y de las Salitreras. Esta planta se abastecía exclusivamente con aguas provenientes de Lequena (0,3 a 0,35 mg/l de arsénico).
A partir del año 1988, las plantas de Antofagasta y Calama comienzan a tener un aporte común de aguas: Toconce (50%) y Lequena (50%); y desde el año 1989 la distribución de aguas es Toconce (36%), Lequena (36%) y Quinchamale (28%).

## Constitución de la empresa
Actualmente, Aguas de Antofagasta S.A. es una empresa perteneciente al grupo Antofagasta PLC (Grupo Luksic), se constituyó como Sociedad Anónima por escritura pública de fecha 28 de noviembre de 2003, y comenzó a desarrollar sus actividades de producción y servicios a contar del 29 de diciembre de 2003, en virtud de haberse adjudicado, en licitación pública internacional, el contrato de transferencia de los derechos de explotación de la concesión de los servicios sanitarios por un lapso de 30 años.
El sector económico en que la empresa desarrolla sus actividades es el de explotación de los servicios públicos de producción y distribución de agua potable y de recolección y disposición de aguas servidas, actividades amparados por las concesiones sanitarias de que era titular la Empresa de Servicios Sanitarios de Antofagasta S.A. (ESSAN S.A.)
La calidad del agua potable distribuida a los habitantes de la Región de Antofagasta, cumple con todas las exigencias de la normativa vigente en el país, incluso ajustando el contenido de arsénico a lo recomendado por la Organización Mundial de la Salud (OMS), que establece una concentración máxima de 0,01 mg/L (miligramos por litro), a partir del año 2003.

## Productos y servicios
- Potabilización de agua
- Distribución de agua potable
- Recolección de las aguas servidas
- Disposición Final de las aguas servidas a través de emisario submarino (solo en Tocopilla, Taltal y Mejillones).

Aguas de Antofagasta S.A. explota las concesión sanitaria de las ciudades de Antofagasta, Calama, Tocopilla, Taltal y Mejillones.
El número de clientes que atiende en las distintas localidades es el siguiente:
- Antofagasta: 80.000 clientes
- Calama: 25.000 clientes
- Tocopilla: 7.500 clientes
- Taltal: 3.000 clientes
- Mejillones: 2.300 clientes

## Estructura

### Sistema Norte
Para la producción de agua potable esta empresa cuenta con 3 captaciones en el río Loa, denominadas Captación Lequena, Captación Quinchamale, Captación Puente Negro, una en el Río Toconce, Captación Toconce y otra en el Río San Pedro de Inacaliri, Captación San Pedro. Adicionalmente, cuenta con una planta desalinizadora a través de ósmosis inversa, con una capacidad máxima de 600 l/s.

### Conducciones
Las conducciones principales de agua cruda corresponden a la aducción Lequena (longitud de 103 km), Quinchamale (longitud de 74 km), Toconce (longitud de 92 km)

### Planta de abatimiento de arsénico
La aguas superficiales captadas por Aguas Antofagasta presentan un alto contenido de arsénico, por tal razón, para potabilizarlas y dar cumplimiento a lo establecido por la OMS se debe realizar un tratamiento para abatir dicha sustancia.
La empresa cuenta con 4 plantas para el abatimiento del arsénico una en la ciudad de Calama, dos en la ciudad de Antofagasta y una pequeña en la ciudad de Taltal del tipo filtros en presión

### Sistema Sur
El Sistema Sur es de naturaleza urbana y ocupa un área de alrededor de 230 ha, que corresponde al área de concesión de la ciudad de Taltal. Dado el carácter de balneario que posee la ciudad, la variación de la población a través del año tiene una gran estacionalidad, produciéndose en febrero la más alta demanda, con alrededor de 1,22 veces el promedio anual. En cambio, en el mes de junio se presenta la demanda más baja, con 0,87 veces el promedio anual.
El Sistema de Producción Sur de Aguas Antofagasta cuenta con cinco sondajes, que permiten producir el agua suficiente para abastecer a la ciudad de Taltal, emplazados en la zona de Agua Verde, los cuales reúnen sus aguas en el estanque de producción denominado Agua Verde. Las fuentes de aguas subterráneas actualmente en explotación son:
- Sondaje 843-A
- Sondaje 844
- Sondaje 846-A
- Sondaje 864
- Sondaje Av-48

A partir de diciembre del año 2007, Taltal cuenta con una planta desaladora con una producción de 5 l/s.